# Liste des cardinaux créés par Adrien IV
Au cours de son pontificat de 1154 à 1159, le pape Adrien IV a créé 23 cardinaux.

## Décembre 1155
- Ubaldo (au titre de S. Lorenzo in Lucina)
- Giovanni Pizzuti (diacre de S. Maria Nuova)
- Giovanni (diaconie inconnue)
- Boson Breakspear, O.S.B. (diacre de Ss. Cosma e Damiano)
- Ardicio Rivoltella (diacre de S. Teodoro)
- Bonadies de Bonadie (diacre de S. Angelo in Pescheria)
- Alberto di Morra, futur pape Grégoire VIII (diacre de S. Adriano)
- Guglielmo Matengo, O.Cist. (diacre de S. Maria in Via Lata)
- Guido (diacre de S. Maria in Aquiro)

## Février/Mars 1158
- Cinzio Papareschi (diacre de S. Adriano)
- Pietro di Miso (diacre de S. Eustachio)
- Raymond des Arènes (diacre de S. Maria in Via Lata)
- Giovanni Conti (diacre de S. Maria in Portico Octaviae)
- Simone, O.S.B., abbot of Subiaco (diacre de S. Maria in Domnica)

## Février 1159
- Gualterio (évêque de Albano)
- Pietro (au titre de S. Cecilia)
- Giovanni (diaconie inconnue)
- Jacopo (titre inconnu)
- Gerardo (au titre de S. Pudenziana)
- Uberto (au titre de S. Prisca)
- Gregorio (diaconie inconnue)
- Guido (diacre de S. Maria in Aquiro)
- Romano (diacre de S. Lucia in Septisolio)

## Source
- Mirandas sur fiu.edu